# James Blackmon
James Blackmon jr. (Chicago, 25 aprile 1995) è un cestista statunitense.
È il figlio di James Blackmon sr.

## Palmarès
- McDonald's All-American Game (2014)